# دومينيكو ستارنونه
دومينيكو ستارنونه، (بالإيطالية: Domenico Starnone)، روائي وكاتب سيناريو وصحفي إيطالي معروف من مواليد عام 1943.

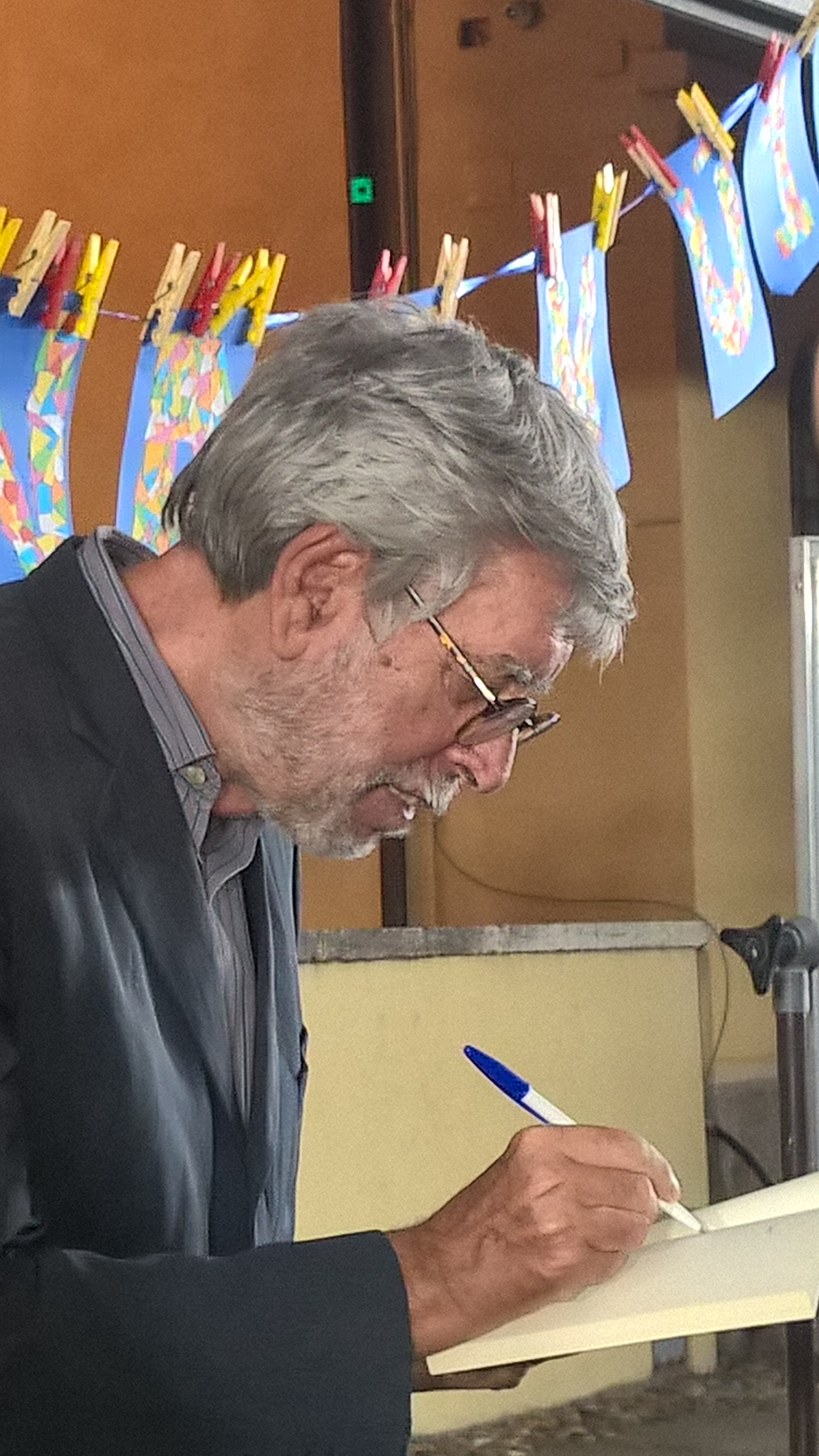
صورة لـدومينيكو ستارنونه

ولد في سافيانو، بالقرب من نابولي، وعمل في العديد من الصحف والمجلات الساخرة ومن ضمنها، L'Unità و Il Manifesto و Tango و Cuore، وعادة ما تدور أحداث كتاباتهِ بشكل حلقات حياته كمدرس في المدرسة الثانوية، كما يعمل ككاتب سيناريو.
كما تحولتْ العديد من رواياتهِ لأفلام مثل: La scuola، و The Ties (من إخراج: دانيال لوشيتي) و Auguri Professore (من إخراج: ريكاردو ميلاني) و Denti (من إخراج: غابريال سالفاتوري).
تعد Via Gemito إحدى رواياتهِ المشهورة، والتي فازت بجائزة Premio Strega عام 2001. وقد أُفتُرِضَ عام 2006 أن الكاتبة الغامضة إيلينا فيرانتي، مؤلفة كل من L'amore molesto و I giorni dell'abbandono، هي ستارنونه نفسه. في مجموعة من المقابلات ضمن كتاب Frantumaglia: A Writer's Journey ، Ferrante ذكرتْ الكاتبة هذه التكهنات، حيث كتبت فيما يتعلق بهذه التكهنات أن فيرانتي من المحتمل أن تكون ستارنونه، وهذا بسبب عدم الكشف عن هويتها، وشعورها بالتعب من سؤال الجميع عما إذا كانت هي نفسها ستارنونه، حيث اكتفت بالقول: «أنَّه على حق وأنا تشعر بالذنب حيال كل هذا، لكنني أكن له كل التقدير، وأنا متأكدة من أنه يتفهم دوافعي. يمكن العثور على هويتي وجنسي في كتاباتي. كل ما حصل وما مررنا به هو دليل آخر على شخصية الإيطاليين في السنوات الأولى من القرن الحادي والعشرين.»
تزوج ستارنونه من أنيتا راجا، المترجمة الأدبية التي شيع أيضًا إنها الكاتبة إيلينا فيرانتي ضمن تقرير للمحقق الإيطالي كلوديو غاتي في عام 2016.
عام 2017، قارن بحث دولي لغة الروائية الغامضة بـ 150 رواية متنوعة، وكشف عن أوجه تشابه فريدة مع أسلوب ستارنونه، ولا يستبعد فريق البحث نفسه أن تكون روايات فيرانتي نتيجة للتعاون بين ستارنونه وزوجته أنيتا راجا.

## مختارات من أعماله
- Ex cattedra
- Il salto con le aste
- Segni d'oro
- Fuori registro
- Sottobanco
- Eccesso di zelo
- Denti
- Appunti sulla maleducazione di un insegnante volenteroso
- La retta via
- Via Gemito
- La collega Passamaglia
- Alice allo Strega
- Labilità
- Ex cattedra e altre storie di scuola
- Prima esecuzione
- Spavento
- Fare scene. Una storia di cinema
- Autobiografia erotica di Aristide Gambìa
- Lacci (ترجمت إلى العربية بعنوان: أربطة)
- Scherzetto
- Le false resurrezioni
- Confidenza